# Platyceps rogersi
Platyceps rogersi är en ormart som beskrevs av Anderson 1893. Platyceps rogersi ingår i släktet Platyceps och familjen snokar. Inga underarter finns listade i Catalogue of Life.
Denna orm förekommer med flera från varandra skilda populationer i norra Afrika och Mellanöstern från Libyen till Syrien och Jordanien. Arten lever i låglandet och i bergstrakter upp till 1500 meter över havet. Platyceps rogersi vistas i torra och klippiga regioner med glest fördelad växtlighet som gräs och buskar. Den besöker även odlingsmark som inte brukas intensiv. Honor lägger 3 till 6 ägg per tillfälle.
I Egypten fångas flera exemplar och hölls som terrariedjur. Hela populationen antas vara stor. IUCN kategoriserar arten globalt som livskraftig.